# Ilja Bart
Ilja Bart (17. května 1910, Chrudim – 11. listopadu 1973, Praha) byl československý novinář a básník.

## Život
Narodil se v Chrudimi. Po maturitě na duchcovském gymnáziu vystudoval práva na Univerzitě Karlově. Zúčastnil se španělské občanské války, za okupace byl vězněn pro ilegální činnost. Před válkou i po ní pracoval jako novinář v levicovém tisku. Vykonával i řadu politických funkcí. Od třicátých let překládal ruskou a španělskou poezii. Zemřel 11. listopadu v Praze.

## Dílo
Autor psal prózy, reportáže, divadelní hry a básnické sbírky:
- Slunce nad blátivým jarem (1927) – wolkrovsky laděný debut sepsán pod pseudonymem Ilja Hlučák
- Písně s náhubkem (1936)
- Gejzír (1936)
- Symbolický hrob na Duchcovském hřbitověMatka a syn (1938)
- Duňte, hrany (1945)
- Písně zaživa zazděného (1946)

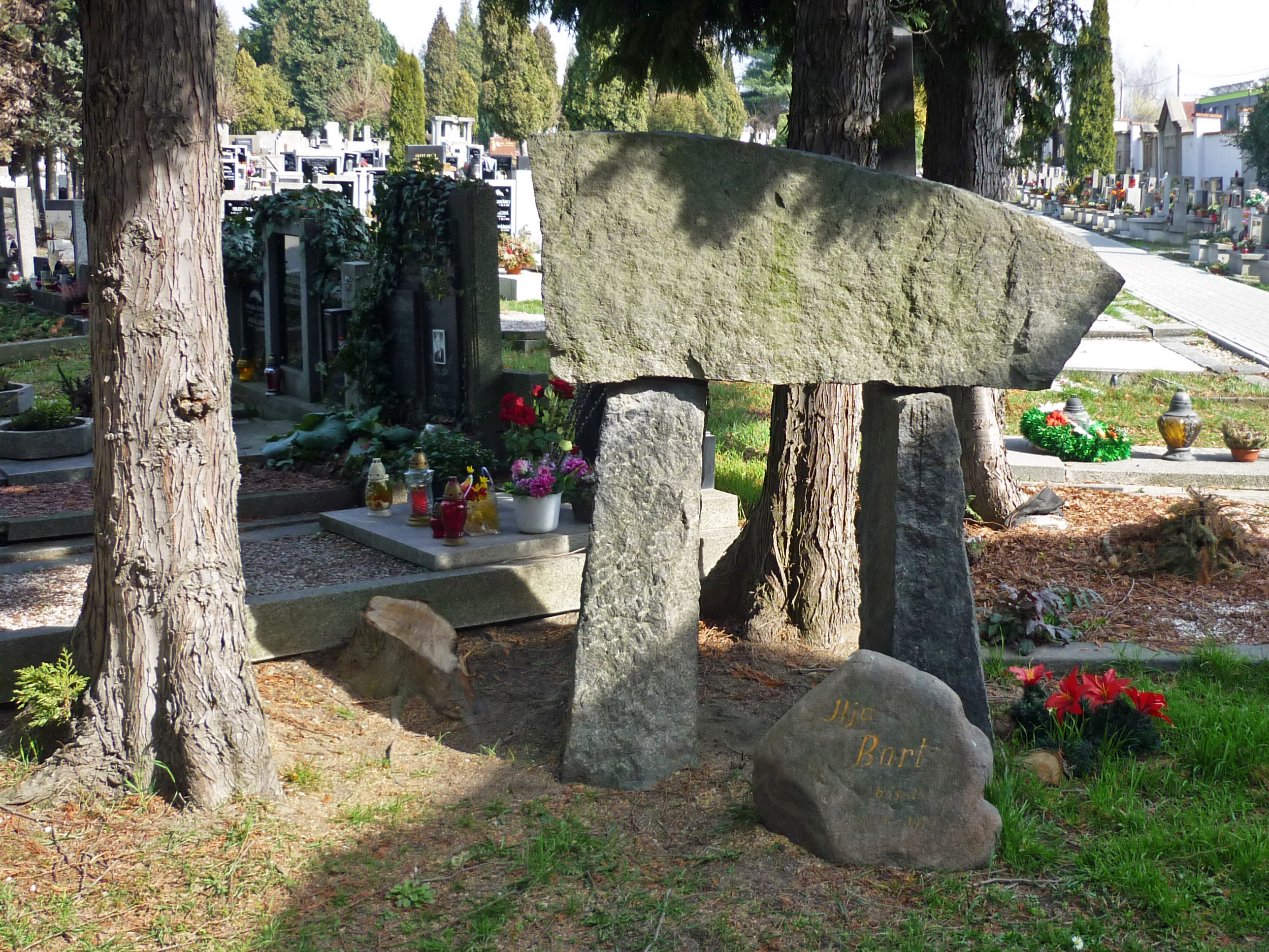
Symbolický hrob na Duchcovském hřbitově

- Španělské rytmy (1950) – sbírka, ve které ztvárnil zážitky ze španělské občanské války
- V zákopech míru (1952)
- Navrácené dálky (1956)
- Uhelný kraj (1957)

### Próza
- Kráter se otvírá (1959) – próza
- Dny života (1. díl 1964, 2. díl 1966) – dvoudílné vzpomínky na studentská léta, pobyt v Sovětském svazu a o okupačních vězeňských letech

### Básnické sbírky
- Vráska (1970)
- Silokřivky (1970)
- Kde (1972)
- Zrcadlení (1973)
- Já jsem ten šachový král (1976) – vydáno posmrtně
- Směšné smutky (1980) – vydáno posmrtně